# 1875 en architecture
| Années de l'architecture : 1872 - 1873 - 1874 - 1875 - 1876 - 1877 - 1878    |
| Décennies de l'architecture : 1840 - 1850 - 1860 - 1870 - 1880 - 1890 - 1900 |

Cet article présente les faits marquants de l'année 1875 en architecture.

## Réalisations

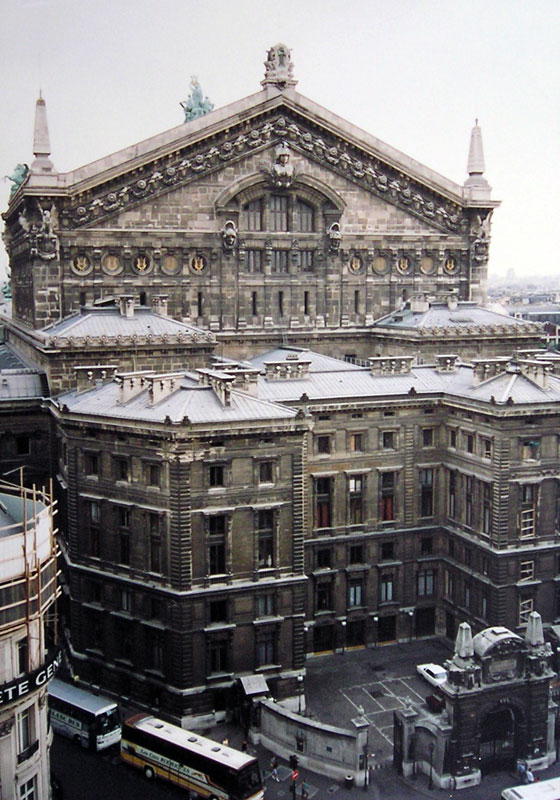
Opéra Garnier

- Construction de l'hôtel de ville de Sydney.
- Ouverture définitive de l'opéra Garnier à Paris dessiné par Charles Garnier.
- Construction de l'Hermannsdenkmal à Berlin.
- Construction du New York Tribune Buildingpar Richard Morris Hunt à New York.
- Mesick House, maison dans le style victorien et du Second Empire, à Sacramento aux États-Unis.

## Événements
- 16 juin : début de la construction de la basilique du Sacré-Cœur de Montmartre à Paris.
- Création de l'entreprise Wayss & Freitag, pionnière dans le béton armé.

## Récompenses
- Royal Gold Medal : Edmund Sharpe.
- Prix de Rome : Edmond Paulin premier grand prix, Jean Bréasson second grand prix.

## Naissances
- 12 mai : Charles Holden († 1er mai 1960).
- Percy Erskine Nobbs († 1964).

## Décès
- 24 juin : Henri Labrouste (° 11 mai 1801).